# Demar Francis
Demar Francis (* 25. Januar 2001) ist ein jamaikanischer Sprinter, der sich auf den 400-Meter-Lauf spezialisiert hat.

## Sportliche Laufbahn
Erste internationale Erfahrungen sammelte Demar Francis, der an der University of South Dakota und an der Baylor University in den Vereinigten Staaten studierte, bei den U23-NACAC-Meisterschaften 2022 in San José, bei denen er in 20,67 s die Silbermedaille im 200-Meter-Lauf hinter dem Kanadier Callum Robinson gewann. 2025 gewann er mit der jamaikanischen 4-mal-400-Meter-Staffel bei den Hallenweltmeisterschaften in Nanjing in 3:05,05 min gemeinsam mit Rusheen McDonald, Jasauna Dennis und Kimar Farquharson die Silbermedaille hinter dem US-amerikanischen Team.

## Persönliche Bestzeiten
- 200 Meter: 20,38 s (−0,1 m/s), 11. Mai 2024 in Waco
  - 200 Meter (Halle): 20,42 s, 23. Februar 2024 in Lubbock (jamaikanischer Rekord)
- 400 Meter: 45,44 s, 11. Mai 2024 in Waco
  - 400 Meter (Halle): 46,14 s, 28. Februar 2025 in Lubbock